# Tể tướng Lưu Gù
Tể tướng Lưu Gù (giản thể: 宰相刘罗锅; phồn thể: 宰相劉羅鍋; bính âm: Zǎixiàng liúluóguo; nghĩa đen 'Tể tướng Lưu La Oa') là một bộ phim truyền hình cổ trang của Trung Quốc đại lục do Thạch Linh và Trương Tử Ân làm đạo diễn, với sự tham gia diễn xuất của Lý Bảo Điền, Trương Quốc Lập, Vương Cương và Đặng Tiệp. Phim được trình chiếu lần đầu vào năm 1996 và từng được phát sóng tại Việt Nam trên các kênh VTV2 và VTV3. Tác phẩm đã đoạt tới 4 giải Kim Ưng tại lễ trao giải lần thứ 14, trong đó có hạng mục Phim truyền hình dài tập xuất sắc nhất.

## Tóm tắt nội dung
Nội dung phim xoay quanh nhân vật Lưu Dung (Lý Bảo Điền thủ vai) một thanh niên quê ở Sơn Đông, có biệt danh Lưu Gù dưới thời vua Càn Long (Trương Quốc Lập thủ vai). Mở đầu phim, Lưu Dung đến kinh thành tham dự kỳ thi Đình tổ chức mỗi ba năm một lần. Trong thời gian ở kinh thành, Lưu Dung tham gia ván cờ kén rể, đánh bại tất cả các đối thủ và cưới Hà Nhi cách cách (Đặng Tiệp thủ vai) con gái của Lục vương. Sau khi vạch trần chuyện mờ ám xung quanh kỳ thi, Lưu Dung trở thành trạng nguyên và được cử đến Giang Ninh làm quan xét xử. Còn đối thủ Hòa Thân (Vương Cương thủ vai) không bao giờ ngừng đố kỵ Lưu Dung và sử dụng mọi thủ đoạn để gây khó dễ cho ông. Kể từ đó, Lưu Dung nhiều lần tranh đấu bằng trí tuệ và cũng không ít lần bẽ mặt trong các vụ việc cả công lẫn tư trên quan trường lẫn trước mặt dân chúng; ông còn nhiều lần bị bãi chức do tính cách quá thẳng thắn. Về sau khi vua Gia Khánh (Nguyễn Tuần thủ vai) lên ngôi, Hòa Thân bị lật đổ và xử tử, còn Lưu Dung thì vì tuổi già nên cáo quan về quê.

## Phân vai
| Nhân vật                              | Thể hiện                        | Ghi chú | Nguồn         |
| Lưu Dung                              | Lý Bảo Điền                     |         | [ 2 ] [ 3 ]   |
| Càn Long                              | Trương Quốc Lập                 | [ a ]   | [ 6 ] [ 7 ]   |
| Châu Khánh Thư (Càn Long giả)         | Trương Quốc Lập                 | [ a ]   | [ 6 ] [ 7 ]   |
| Hòa Thân                              | Vương Cương                     |         | [ 8 ]         |
| Lưu phu nhân (Hà Nhi cách cách)       | Đặng Tiệp                       | [ a ]   | [ 4 ]         |
| Lục vương                             | Lý Đinh                         |         | [ 9 ] [ 10 ]  |
| Ngân Hồng                             | Lý Ái Quần                      |         | [ 11 ]        |
| Lý Tịnh                               | Trần Binh                       |         |               |
| Thái giám Hồ Thắng                    | Hồng Tôn Nghĩa                  |         |               |
| Trương Thành                          | Lý Gia Tôn                      |         | [ 12 ]        |
| Lưu An                                | Lý Úc                           |         | [ 13 ]        |
| Yên Thuý                              | Khâu Duyệt                      |         |               |
| Phán Nha                              | Mạnh Đan Phong                  |         |               |
| Bát vương                             | Cương Lợi Dân                   |         |               |
| Cửu vương                             | Cao Đồng Lâm                    |         |               |
| Tái Điêu Thuyền                       | Vương Lộ Dao                    |         | [ 14 ]        |
| Thái hậu                              | Viên Mai                        |         |               |
| Tuần phủ Chiết Giang Tôn Hữu Đạo      | Vương Cảnh Minh                 |         |               |
| Uông Trung Trực                       | Triệu Tuấn Lương                |         |               |
| Gia Khánh                             | Nguyễn Tuần                     |         | [ 15 ]        |
| Lưu Quân                              | Châu Trung Hoà, Nghiêm Quán Anh |         |               |
| Hương phi                             | Mễ Lạp, Dương Tịnh              |         |               |
| Lục vương phu nhân                    | Lý Phượng Anh                   |         |               |
| Hoà Thái Thái                         | Cù Minh                         |         |               |
| Quế Phó Thái                          | Nguỵ Đức Sơn                    |         |               |
| Tuần phủ Giang Tô                     | Thượng Ấn Toàn                  |         |               |
| Thập Lý Hương                         | Thạch Kiên Trinh                |         |               |
| Ngô Huyền Linh                        | Hầu Đồng Giang                  |         |               |
| Vương Quý                             | Lý Gia Ngọc                     |         |               |
| Triệu Phúc                            | Cố Trung Lương                  |         |               |
| Thạch Kính Hổ                         | Đại Thiếu Lâm                   |         |               |
| Sư gia phủ Thuận Thiên                | Lưu Trường Sinh                 |         |               |
| Lý Tú Thanh (cô gái ở huyện Thanh Hà) | Lưu Đan                         |         | [ 16 ] [ 17 ] |
| Quan viên Hậu Bổ                      | Vương Đức Lâm                   |         |               |
| Tuần phủ An Huy                       | Trương Liên Hỷ                  |         |               |
| Uông Diêm Thương                      | Lý Chấn Bình                    |         |               |
| Trịnh Bản Kiều                        | Quản Tôn Tường                  |         |               |
| Phán phu nhân                         | Hàn Thục Văn                    |         |               |
| Đồ đệ Lý Phát                         | Cố Thiên                        |         |               |
| Sư phụ Lý Phát                        | Trần Chí Kiên                   |         |               |
| Thiếu gia                             | Đồng Thuỵ Kiệt                  |         |               |
| Lão Bảo                               | Đới Tịnh Di                     |         |               |
| Xuân nương                            | Xa Tú Thanh                     |         |               |
| Thu Quan                              | Trương Nguyên Muội              |         |               |

## Sản xuất
Ngay từ đầu, đoàn làm phim Tể tướng Lưu Gù đã đóng dấu hiệu "không phải lịch sử" cho bộ phim. Các nhà biên kịch Tần Bồi Xuân, Thạch Linh, Trương Duệ và Bạch Hoa sử dụng rất nhiều chất liệu khác nhau để tổ hợp nên kịch bản bao gồm chính sử, dã sử, câu chuyện lưu truyền ở dân gian hay tấu đơn, đặc biệt là tướng thanh (hay tấu nói) truyền thống "quan trường đấu" để tăng thêm phần hài hước. Mặc dù các nhân vật chính trong phim như Càn Long, Lưu Dung, Hòa Thân đều dựa trên là những nhân vật lịch sử có thật, nhưng rất nhiều sự kiện trong phim là hư cấu.
Tên gốc của bộ phim khi phát sóng tại Trung Quốc đại lục là Tể tướng Lưu La Oa với "la oa" nghĩa là gù, tương ứng với tên gọi Tể tướng Lưu Gù trong tiếng Việt. Tuy nhiên, cả hai yếu tố "tể tướng" và "gù" đều không phù hợp với hình tượng Lưu Dung trong thực tế. Về chức vụ, Lưu Dung chưa từng đảm nhậm chức tể tướng. Sau khi Chu Nguyên Chương xử lý vụ án Hồ Duy Dung, chức vụ tể tướng đã bị hủy bỏ trong triều đình nhà Minh và được thay thế bằng các chức vụ Đại học sĩ. Triều đình nhà Thanh cũng theo lệ đó. Nội các nhà Thanh đến thời Càn Long được hình thành từ 3 điện 3 các, bao gồm Bảo Hòa điện, Văn Hoa điện, Vũ Anh điện, Văn Uyên các, Đông các và Thể Nhân các. Chức vụ cao nhất mà Lưu Dung từng đảm nhiệm là Thể Nhân các Đại học sĩ. Sau khi Quân cơ xứ được thành lập dưới triều Ung Chính, nhóm các quan viên đảm nhiệm chức vụ Quân cơ đại thần nắm vị trí quan trọng trong triều đình nhà Thanh, có quyền hành như một tể tướng, vượt trên các Nội các Đại học sĩ. Về hình tượng, mặc dù nhân vật Lưu Dung do Lý Bảo Điền đóng trong phim bị gù, song trên thực tế vóc dáng của nhân vật này trong lịch sử lại hoàn toàn bình thường.

## Nhạc phim
"Thanh quan dao" là bài hát chủ đề cho 40 tập phim Tể tướng Lưu Gù, do Vương Quang phổ nhạc và Trương Hòa Bình viết lời. Đây là tác phẩm nhạc phim truyền hình đầu tiên Vương Quang hoàn thành sau khi tốt nghiệp khoa sáng tác Học viện Âm nhạc Trung ương vào năm 1991, cũng là tác phẩm giúp ông trở nên nổi tiếng trong ngành. Về sau, Trương Hòa Bình trở thành Viện trưởng Nhà hát Nghệ thuật nhân dân Bắc Kinh, còn Vương Quang đảm nhiệm Viện trưởng Học viện Âm nhạc Trung Quốc. Vào tối ngày 6 tháng 12 năm 2008, lễ vinh danh Ca khúc phim truyền hình nhân kỷ niệm "30 năm cải cách và mở cửa" được tổ chức tại nhà thi đấu Quảng Châu. Sau nhiều lần họp, tuyển chọn, tổ chức hội thảo chuyên gia, ban tổ chức đã chọn ra 30 ca khúc truyền hình xuất sắc nhất từ hơn 300 bài hát chủ đề của các phim truyền hình do các bên gửi đến, bên cạnh đó là các top 10 dành cho các cá nhân nhạc sĩ, viết lời và trình bày các ca khúc phim truyền hình. "Thanh quan giao" trở thành 1 trong 30 ca khúc xuất sắc được trao giải. Nhà soạn nhạc Vương Quang cũng được chọn vào "Từ điển nhạc sĩ Trung Quốc".
| STT | Nhan đề                             | Phổ lời         | Phổ nhạc    | Thể hiện  | Thời lượng |
| --- | ----------------------------------- | --------------- | ----------- | --------- | ---------- |
| 1.  | "Thanh quan dao" (Nhạc hiệu mở đầu) | Trương Hòa Bình | Vương Quang | Tạ Đông   |            |
| 2.  | "Cố sự tựu thị cố sự" (Nhạc kết)    | Trương Hòa Bình | Vương Quang | Đới Nhiêu |            |

## Phát sóng quốc tế
| Quốc gia | Đài/kênh truyền hình | Ngày ra mắt        | Tựa đề          | Nguồn  |
| -------- | -------------------- | ------------------ | --------------- | ------ |
| Việt Nam | VTV2                 | 1 tháng 6 năm 2015 | Tể tướng Lưu Gù | [ 34 ] |
| Việt Nam | SCTV1                | 2011               | Tể tướng Lưu Gù | [ 35 ] |
| Việt Nam | VTV3                 | 2008               | Tể tướng Lưu Gù | [ 36 ] |
| Việt Nam | VTV3                 | 2004               | Tể tướng Lưu Gù | [ 37 ] |

## Đón nhận
Năm 1996 được xem là mở đầu giai đoạn phát triển mới của phim truyền hình Trung Quốc đại lục khi phong cách giải trí bắt đầu được ưa chuộng, sở thích của khán giả bắt đầu chuyển sang những nội dung lịch sử có tính hài hước. Sau khi phát sóng, không chỉ đạt mốc rating cao khó chạm tới vào thời điểm đó, Tể tướng Lưu Gù còn khiến cho nghệ thuật hí kịch trở thành một điểm nóng. Tại lễ trao giải Kim Ưng cho phim truyền hình Trung Quốc lần thứ 14, bộ phim không chỉ giành được giải phim truyền hình dài tập xuất sắc mà còn chiến thắng ở 3 hạng mục cá nhân khác bao gồm nam diễn viên chính, nam diễn viên phụ và nữ diễn viên phụ xuất sắc.
Sau khi phát sóng, bộ phim lập tức được yêu thích và nổi tiếng trên toàn Đại lục. Không chỉ là bộ phim truyền hình có sức ảnh hưởng toàn quốc trong năm 1996, Tể tướng Lưu Gù còn trở thành một trong những tác phẩm đáng chú ý nhất trong thập niên 90. Mặc dù trước đây đã có rất nhiều bộ phim cổ trang của Hồng Kông và Đài Loan, nhưng sự ra đời của Tể tướng Lưu Gù được xem là bắt đầu cho sự bùng nổ của các bộ phim cổ trang ở Đại lục. Theo một khảo sát vào năm 1998, đây được xem là bộ phim hài hiếm có được yêu thích bởi nhiều đối tượng khán giả bất kể giới tính, tuổi tác, nghề nghiệp, trình độ văn hóa cũng như nhiều khía cạnh khác. Được gọi là "bom tấn quốc dân" hay "phim truyền hình quốc dân", cho đến nay, Tể tướng Lưu Gù vẫn được xem là một trong những bộ phim truyền hình Hoa Ngữ hay nhất. Phim đã làm góp phần làm nên tên tuổi của các diễn viên trong phim như Lý Bảo Điền, Vương Cương và Trương Quốc Lập. Ba diễn viên này thường được gọi chung là "tam giác sắc". Không chỉ được yêu thích ở đại lục, Tể tướng Lưu Gù còn đạt được rating tốt ở Đài Loan, và là một trong những bộ phim truyền hình Hoa Ngữ được khán giả Việt Nam yêu thích.
Năm 2000, vở kịch chuyển thể từ bộ phim đã công diễn tại Đài Loan và thu hút đông đảo khán giả với doanh thu 300.000 Nhân dân tệ.

## Giải thưởng
| Giải thưởng             | Hạng mục                               | Tác phẩm/người nhận | Kết quả   | Nguồn         |
| ----------------------- | -------------------------------------- | ------------------- | --------- | ------------- |
| Giải Kim Ưng lần thứ 14 | Phim truyền hình dài tập xuất sắc nhất | Tể tướng Lưu Gù     | Đoạt giải | [ 52 ] [ 53 ] |
| Giải Kim Ưng lần thứ 14 | Nam diễn viên chính xuất sắc nhất      | Lý Bảo Điền         | Đoạt giải | [ 54 ]        |
| Giải Kim Ưng lần thứ 14 | Nam diễn viên phụ xuất sắc nhất        | Vương Cương         | Đoạt giải | [ 54 ]        |
| Giải Kim Ưng lần thứ 14 | Nữ diễn viên phụ xuất sắc nhất         | Đặng Tiệp           | Đoạt giải | [ 54 ]        |